# Mosal'sk
Mosal'sk (in russo Мосaльск) è una città della Russia europea dell'Oblast' di Kaluga, capoluogo del Mosal'skij rajon.
Fondata nel 1231, ottenne lo status di città nel 1776, e nel 2009 ospitava una popolazione di circa 4 000 abitanti.